# Achselfleckbrasse
Die Achselfleckbrasse (Pagellus acarne) ist ein Meeresfisch aus der Familie der Meerbrassen (Sparidae). Die Fische leben im Mittelmeer und im östlichen Atlantik von der Biscaya bis zum Senegal sowie bei Madeira, den Azoren und den Kanarischen und Kapverdischen Inseln. Gelegentlich werden sie auch an den Küsten Großbritanniens sowie bei Dänemark gefangen.

## Merkmale
Die Achselfleckbrasse erreicht eine Maximallänge von 36 Zentimetern und eine Durchschnittslänge von 25 Zentimetern. Ihr Körper ist hochrückig, rosig gefärbt und ohne Längs- oder Querstreifen. Ein kleiner schwarzer Fleck befindet sich am Brustflossenansatz. Die durchgehende Rückenflosse wird von 12 bis 13 Hartstrahlen und 10 bis 12 Weichstrahlen gestützt. Die kurze Afterflosse besitzt drei Stachelstrahlen und 9 bis 10 Weichstrahlen. Die Schnauze ist länger als der Augendurchmesser.

## Lebensweise
Die Achselfleckbrasse lebt in Tiefen von 40 bis zu 500 Metern, wobei sie sich meist oberhalb einer Tiefe von 100 Metern aufhält. Sie kommt über verschiedenen Meeresböden vor, vor allem über sandigen Böden und über Seegraswiesen. Jungfische leben küstennah. Die Achselfleckbrasse ist ein Allesfresser, der sich vor allem von Würmern, Weichtieren und kleinen Krebstieren ernährt. Sie ist ein bedeutender Fischereifisch. Wie die Goldbrasse ist sie ein proterandrischer Hermaphrodit, das heißt, dass zuerst die männlichen Geschlechtsorgane reifen und dann die weiblichen.